# Oxira carlilei
Oxira carlilei là một loài bướm đêm trong họ Noctuidae.